# Кокча
Кокча (перс. کوکچه‎) — река в Афганистане расположенная в провинциях Бадахшана и Тахара. Левый приток Пянджа. Образуется от слияния Яхшиндара и Мунджана питающихся на северных склонах Гиндукуша. Крупнейший приток Вардудж (правый).
Длина — 280 км, вместе с рекой Мунджан — 360 км. Площадь водосбора 21100 км². Средний расход воды — 181 м³/с.

## Гидрография
На протяжении 90 км от места слияния Яхшиндара с Мунджаном и до впадения справа реки Вардудж, долина реки ограничена высокими крутыми склонами хребтов Ходжа-Мухаммед и Тиргарон. В верхнем течении до села Гарми долина реки сужается часто переходя в ущелья. Берега в этом месте нередко ограничены высокими почти отвесными склонами сложенные из гранита, глинистыми и кварцитовыми сланцами. Минуя Гарми, долина реки на протяжении 20—25 км становится более просторной, где расположились пахотные земли орошаемые из небольших притоков реки, а также фруктовые сады и рощи. Далее, река течёт по глубокому ущелью Танги Бадахшан вплоть до города Джурм (Джарм), где ущелье расширяется и долина реки занятая пахотными землями принимает форму треугольника. В этом месте Кокча принимает свой крупнейший правый приток Вардудж и почти вдвое увеличивает водоносность. Расстояние от устья Вардуджа до впадения Кокчи в Пяндж — 190 км. На протяжении этого участка окаймляющие долину высоты горных хребтов понижаются и склоны становятся менее крутыми. Ширина долины колеблется от 500 до 2000 м, где в озеровидных расширениях расположились населённые пункты. 

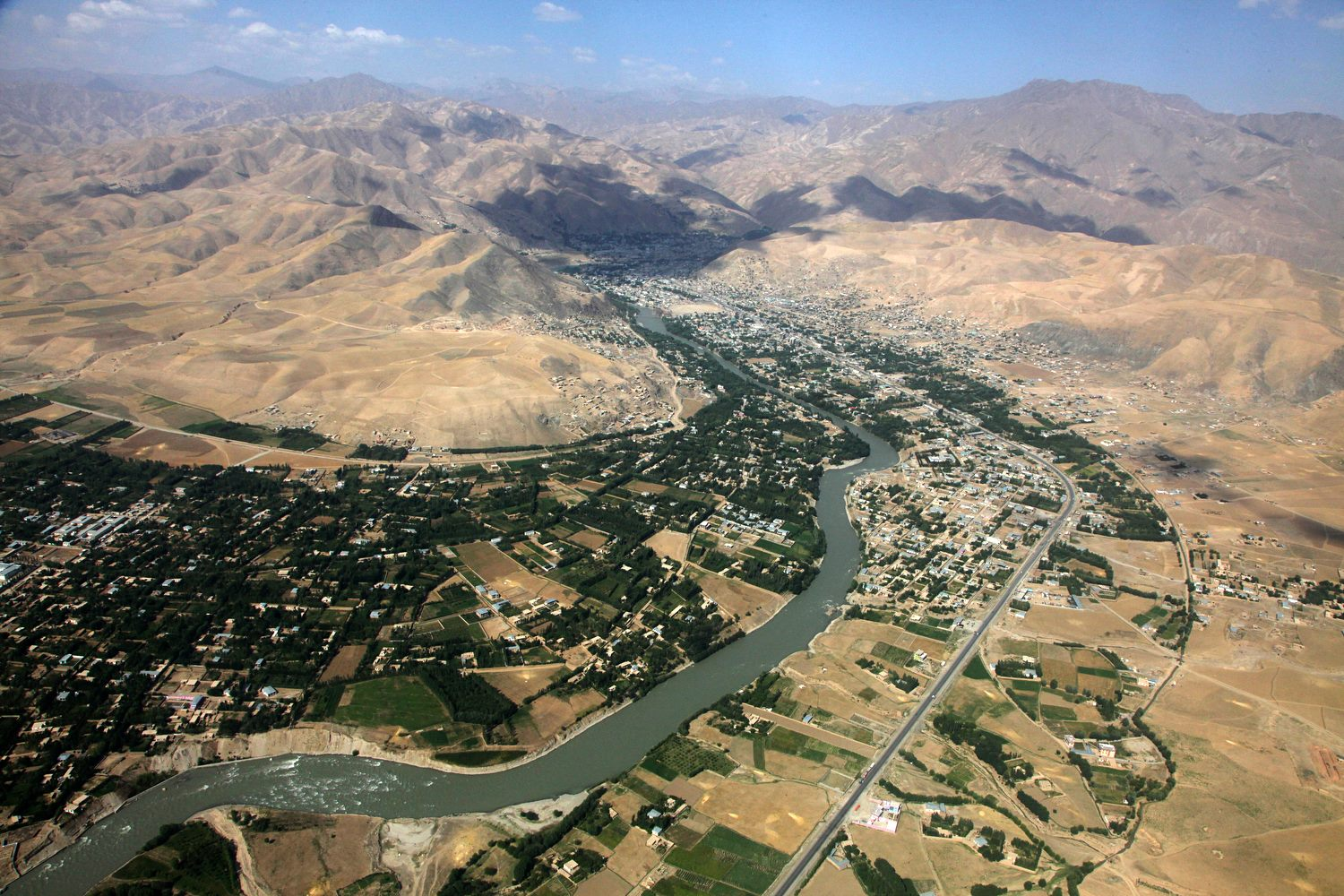
Кокча, пересекающая город Файзабад

Последние 14 км (от моста Пулиишим) до впадения в Пяндж, река выходит из гор и течёт по галечниковой пойме разбиваясь на большое количество рукавов переплетённые между собой. Посредством каналов Нари-Арчи (левый) и Новабад (правый) часть воды разбирается на орошение. Площадь орошаемых земельных угодий в бассейне Кокча достигает 50000 га.
Ширина в среднем течении около 10-12 м, глубина: 1-2 м. До города Файзабад протекает по узкому ущелью в северных отрогах Гиндукуша. После Файзабада принимает несколько крупных притоков, впадает слева в Пяндж у афганской деревни Дашти-Кала.

## Питание
Тип питания ледниково-снеговое, так как на развитие стока всех основных притоков и составляющих Кокчи влияет оледенение, многолетние снежники и вечные снега. Средневзвешенная высота водосбора колеблется в пределах 2880—3020 м, из них более 4000 м занимает 14 %, более 3000 м — 47—52 %, и менее 2000 м — 21—24 % от общей площади водосбора.
Наибольшие расходы у Кокчи наблюдаются в июле, исключением явился 1966 год, когда месяц с наибольшим расходом стал июнь, но и в следующие года июньский сток незначительно уступал июльским. В общей сложности сток с июля по сентябрь составляет 41,3 % от годового, а сток с марта по июнь 39,5 %. Максимальный срочный расход воды приблизительно в 1000 м³/с был зафиксирован 19 июня 1966 г. Зарудневым на участке выше моста Пулиишим максимальный расход, приблизительно, установлен в размере 1500 м³/с. Считается, что этот расход скорее преуменьшен чем преувеличен. Наименьший зафиксированный расход воды — 63,7 м³/с (декабрь 1966 года).

## История и значение
У слияния реки Пянджа и его левого притока Кокчи археологи обнаружили руины греко-македонского и греко-бактрийского города Ай-Ханум (Александрия Оксианская).